# Мар'я-Лійса Кірвесніємі
Мар'я-Лійса Кірвесніємі (фін. Marja-Liisa Kirvesniemi, при народженні Хямяляйнен (фін. Hämäläinen), 10 вересня 1955) — фінська лижниця, триразова олімпійська чемпіонка.
Мар'я-Лійса Хямяляйнен, пізніше, Кірвесніємі, була однією з найсильніших лижниць 80-их. Вона одна з небагатьох спортсменок, що брала участь у шести зимових Олімпіадах. Найбільшого успіху вона досягна на іграх у Сараєво, де перемогла у всіх трьох видах лижних перегонів. 
Кірвесніємі нагороджена Холменколленівською медаллю у 1989.
Чоловік Мар'ї-Лійси, Харрі Кірвесніємі, теж лижник, і теж брав участь у шести Олімпідах. Це єдина подружня пара, якій належить таке досягнення. 